# Treball (termodinàmica)
|  | Per altres conceptes de "treball" en física, vegeu treball (física) i treball elèctric. |

En termodinàmica, el treball realitzat per un sistema és l'energia transferida a un altre sistema que es mesura per les restriccions mecàniques externes generalitzades del sistema. Com a tal, el treball termodinàmic és una generalització del concepte de treball mecànic. No inclou l'energia transferida entre sistemes per mitjà de la calor, ja que ja calor es modela de manera diferent en termodinàmica; així, tots els canvis en un sistema que no siguin resultat de transferència de calor cap a dins o fora del sistema són treball termodinàmic.
Les restriccions mecàniques externes generalitzades poden ser químiques, electromagnètiques (incloent-hi radiació), gravitacionals o pressió/volum o d'altres restriccions mecàniques simples. El treball termodinàmic es defineix per ser mesurable solament mitjançant la coneixença de tals variables restrictives macroscòpiques externes. Aquestes variables macroscòpiques sempre van en parells, com per exemple la pressió i el volum, la densitat de flux magnètic i la magnetització o la fracció molar i el potencial químic. En el Sistema Internacional d'Unitats el treball es mesura en joules (J). La taxa segons la qual es du a terme el treball és la potència.